# Combocerus
Combocerus é um género de coleópteros da família Erotylidae.